# Nikolai Venatoris
Nikolai Venatoris (Mikołaj Venatoris; n. secolul al XIV-lea – d. secolul al XV-lea) a fost un preot catolic din Ordinul paulin, episcop al Episcopiei de Siret.
În tinerețe a devenit ieromonah în ordinul paulin, aflat sub patronajul pustnicului Pavel Tebeul. În 5 martie 1413 a fost numit episcop de Siret de papa Grigore al XII-lea.  Cinci ani mai târziu, la 29 iulie 1418, el a fost transferat la Episcopia Scardona din Dalmația.